# Bukit Geuliwus
Bukit Geuliwus är en kulle i Indonesien.   Den ligger i provinsen Aceh, i den västra delen av landet, 1 600 km nordväst om huvudstaden Jakarta. Toppen på Bukit Geuliwus är 4 meter över havet.
Terrängen runt Bukit Geuliwus är platt.Runt Bukit Geuliwus är det ganska tätbefolkat, med 192 invånare per kvadratkilometer. Trakten runt Bukit Geuliwus består till största delen av jordbruksmark.